# Гріньйон
Гріньйон (ісп. Griñón) — муніципалітет в Іспанії, у складі автономної спільноти Мадрид. Населення — 9546 осіб (2010).
Муніципалітет розташований на відстані близько 25 км на південний захід від Мадрида.
На території муніципалітету розташовані такі населені пункти: (дані про населення за 2010 рік)
- Гріньйон: 9546 осіб
- Каміно-де-Карранке: 0 осіб

## Демографія
Динаміка населення (INE ):

## Галерея зображень

Розташування муніципалітету у автономній спільноті Мадрид